# 泰勒縣 (威斯康辛州)
泰勒縣（英語：Taylor County）是位於美國威斯康辛州中北部的一個縣。面積2,550平方公里。根據美國2000年人口普查，共有人口19,680人。縣治梅德福（Medford）。
成立於1875年3月4日。縣名紀念建縣時的州長威廉·羅伯特·泰勒，另一說指的是任州最高法院法官、來自希博伊根的大衛·泰勒。